# هيئة إذاعة جبل طارق
هيئة إذاعة جبل طارق (بالإنجليزية:Gibraltar Broadcasting corporation) (وتختصر GBC) هي هيئة البث العامة في جبل طارق. وقد وفرت للمجتمع خدمة إذاعية وتلفزيونية منذ عام 1963م.

## التاريخ
على غرار بي بي سي، تأسست المؤسسة في عام 1963 بدمج تلفزيون جبل طارق، وهي شركة خاصة ، وخدمة الراديو المملوكة للحكومة راديو جبل طارق الذي بدأ البث المنتظم في عام 1958، على عكس بي بي سي، فإن غالبية قنوات جي بي سي يأتي التمويل في شكل منحة من الحكومة، لم تحصل GBC على مبلغ صغير من الدخل من فرض رسوم ترخيص التلفزيون، ومع ذلك أُعلن في خطاب الميزانية لجبل طارق في 23 حزيران / يونيو 2006 أنه كان من المقرر إلغاء ترخيص التلفزيون